# Terminologia di notafilia
Questa pagina è un glossario di notafilia. La notafilia è lo studio della cartamoneta.
| Indice A B C D E F G H I J K L M N O P Q R S T U V W X Y Z Fonti — Altri progetti |

## A
Assegnato(in francese assignat) è una moneta cartacea istituita durante la Rivoluzione francese.

## B
Back Plate Numbernelle banconote statunitensi è un piccolo numero che si trova in basso a destra nel verso del biglietto. Ufficialmente si chiama Check Number e fornisce un riscontro con il numero seriale che si trova al dritto.
Bancaimpresa che fornisce alla clientela mezzi di pagamento e di intermediazione tra offerta e domanda di capitali.
Banca centraleistituto di emissione indipendente che si occupa di gestire la politica monetaria dei Paesi o delle aree economiche che condividono la medesima moneta.
Banca centrale europeabanca incaricata dell'attuazione della politica monetaria per i paesi dell'Unione europea che hanno aderito all'euro.
Banca d'Italiabanca centrale della Repubblica Italiana.
Banconotamoneta cartacea emessa da una banca autorizzata a questa operazione, in genere la banca centrale.
banconota obsoletavedi Broken Bank Note.
Banconota sostitutivauna banconota appartenente ad una serie sostitutiva.
BEP(Bureau of Engraving and Printing) l'ufficio statunitense preposto all'incisione e stampa di banconote.
Biglietto campionefacsimile di una banconota stampato dall'istituto di emissione. Biglietti campione sono inviati dalle banche centrali agli altri stati per far conoscere le nuove emissioni.
Biglietto di Statobanconota  stampata direttamente dallo stato tramite la propria zecca e non fatta stampare da una banca centrale.
Bordolato esterno del disegno della banconota libero dal disegno; alcune banconote moderne ne sono prive.
Brick(letteralmente mattone) insieme di mazzette. Unità di misura usato dal BEP composto da 40 mazzette di 100 biglietti per un totale di 4000 biglietti.
Broken Bank Notevaluta emessa da una banca non più esistente. Detta anche "banconota obsoleta".
Cambialetitolo di credito la cui funzione è differire il pagamento di una somma.
Check Numbercfr. Back Plate Number.
Condizionegrado o stato di conservazione di una moneta cartacea.
Conservazione indice delle condizioni di una banconota che influisce fortemente sul suo valore e collezionabilità.
Continental Currencyla prima moneta cartacea emessa nel 1775 dal Congresso Continentale, in origine coperta dai pezzi da otto spagnoli.
Contrassegno di statoemblema dello stato posto sulla banconota. Il contrassegno di stato è apposto anche su beni sottoposti a particolare imposizione fiscale.
Contraffazionestampa di banconote stampate false create per effettuare una frode.
Costellazione di EURionemisura di sicurezza presente su diverse banconote costituito da uno schema di simboli.

## D
DatazioneLe banconote sono datate in base all'autorizzazione o alla prima emissione.
Demand Notebiglietto di banca statunitense, stampato durante la guerra di secessione per finanziare lo sforzo bellico dell'Unione. Pagabile a richiesta (demand) da cui il nome.
DenominazioneValore facciale di una banconota o moneta.

## E
Elementi di sicurezzaelementi che aiutano a verificare immediatamente l'autenticità della banconota.
Emittentev. istituto d'emissione.

## F
Fascettastriscia di carta che tiene assieme un gruppo di banconote.
Filigranail disegno creato cambiando lo spessore e la densità della carta e che si può vedere in trasparenza. Uno degli elementi di sicurezza; serve a rende più difficile la contraffazione.
Fibrille fluorescentivengono incorporate come elemento di sicurezza nella carta e cambiano colore se poste sotto una fonte di luce ultravioletta. Uno degli elementi di sicurezza.
Filo di sicurezzauno degli elementi di sicurezza costituito da un nastro di polimero che è incorporato nella carta delle banconote. Sull'euro è visibile come una striscia scura che reca in microscrittura il valore e la parola “EURO”.
Firmasulle banconote ci sono le firme di responsabili dell'autorità che le emette. Sulla lira italiana c'erano la firma del cassiere e quella del governatore della Banca d'Italia; sulle banconote euro c'è quella del presidente della BCE.
Frontela faccia principale della banconota, corrispondente al dritto della moneta.

## G
Gold Certificateforma di carta moneta statunitense convertibile in moneta d'oro.
Gradocondizione o stato di conservazione di una moneta cartacea. Sinonimo di condizione.
Greenbacktermine popolare per indicare i biglietti stampati nel 1861 come Demand Note. Dall'inchiostro verde usato come misura anti-contraffazione. Attualmente indica le banconote statunitensi.

## H
Horseblankettermine popolare usato negli Stati Uniti per banconote di ampie dimensioni. Letteralmente coperta da cavallo.

## I
Incisioneprocesso con cui il disegno di un biglietto è trasferito sulla lastra che servirà per la stampa.
IPZSIstituto Poligrafico  e Zecca dello Stato. In passato ha stampato i biglietti di Stato.
Istituto d'emissionebanca privata che ha il diritto di emettere moneta. In genere questo diritto è attualmente riservato alla banca centrale.

## L
Lastrafoglio metallico su cui viene inciso il disegno della banconota.

## M
Matricemodello (o campione) da cui possono essere stampati diversi esemplari; il termine indica anche la parte di un modulo che rimane all'emittente.
Mazzetagruppo di banconote, in genere tenute assieme da una striscia di carta, detta fascetta
Microstampatecnica tipografica usata come misura anti contraffazione; si usa anche nella stampa di documenti d'identità o altri documenti rilevanti.
Miniassegnoassegno circolare di dimensioni ridotte che circolarono in Italia alla fine degli anni settanta in sostituzione degli spiccioli che scarseggiavano.

## N
Numero di serienumero identificativo assegnato in maniera univoca per distinguere una banconota. Usato anche per carta di credito. Negli euro è stampato solo al verso ed è preceduto da una lettera che costituisce il codice di identificazione.

## O
Officina di produzionela struttura in cui viene stampata la banconota. In Italia c'è l'officina della Banca d'Italia. I biglietti di stato sono stampati dal poligrafico dello stato.
Ologrammamisura anti contraffazione.

## P
PrefissoLettera(e) che precede il numero seriale. Nelle banconote euro indica lo stato che ha stampato la banconota.
Pressamacchinario per stampare le banconote

## R
Rectosinonimo di fronte
Ridenominazionesostituzione di una valuta con una nuova; comporta il taglio di alcuni zero, ad esempio 10.000 diventa 10, o 1000 vecchi sol = 1 nuovo sol.
Retro(o verso) la faccia meno importante della banconota
Rovesciovedi verso
Reserve banknome che assume la banca centrale in alcuni stati

## S
Serie sostitutivaserie stampata per sostituire le banconote che sono state identificate come difettose al termine del processo di stampa. Le banconote in lire di queste serie sono identificate con le lettere W Z X poste al primo posto. Negli Stati Uniti hanno una stella a cinque punte nel numero seriale, mentre in Canada il numero seriale era preceduto da un asterisco.
Silver Certificatebiglietti emessi dal governo degli Stati Uniti nel 1878 e erano convertibili in argento. Hanno ancora corso legale.

SuffissoLettere che appaiono dopo il numero seriale (es. 123456ADE).
Syngraphicstermine coniato nel 1974 per indicare lo studio e il collezionismo di carta-moneta. Dal greco syngrapha (συνγραφα) che indicava un'obbligazione scritta o cambiale redatta in due copie. Concetto giuridico passato anche in latino, dove però fu poi sostituito dal chirografo

## T
Tagliodenominazione, valore di una banconota
Traveller's chequeparticolare tipologia di assegno destinati ai turisti
Treasury Notebiglietti di stato degli Usa, emessi la prima volta nel 1890 e convertibili in monete d'oro e d'argento

## U
Unifacetermine inglese che indica  termine inglese per indicare una banconota stampata solo su un lato. Lo stesso termine è usato anche per le monete.

## V
VagliaTitolo di credito; il vaglia postale è emesso dall'amministrazione delle Poste e può essere riscosso in un ufficio postale
Valutaunità di scambio che per il trasferimento di beni e servizi, specifica di uno stato o di un'unione monetaria di più stati
Versovedi retro
Vignettadisegno che svanisce nello sfondo anziché essere incorniciato dal bordo